# Compagnia di Maria
La Compagnia di Maria (in latino Societas Mariae Montfortana) è un istituto religioso maschile di diritto pontificio: i membri di questa congregazione clericale, detti popolarmente Monfortani, pospongono al loro nome la sigla S.M.M.

## Storia
L'istituto venne fondato dal sacerdote francese Louis-Marie Grignion de Montfort (1673-1716): a partire dal 1704 si consacrò interamente alla predicazione delle missioni popolari in Bretagna, Normandia, Poitou e Saintonge e, per consolidare i risultati della sua opera di evangelizzazione, nel 1705 fondò a Poitiers i missionari della Compagnia di Maria.
Ai suoi preti il Montfort diede una regola improntata agli ideali di povertà evangelica, distacco dal mondo, carità verso i più deboli, obbedienza, e a spiritualità evangelica, apostolica e mariana.
Alla morte del Montfort la compagnia contava due soli sacerdoti, René Mulot e Adrien Vatel, e quattro fratelli coadiutori. I religiosi si ritirarono nell'eremo di Saint-Pompain e vi rimasero due anni: nel 1718 ripresero la loro attività apostolica e nel 1722 elessero superiore generale Mulot, che diede il contributo definitivo all'organizzazione e alla diffusione della congregazione, che iniziò a dedicarsi anche alle missioni estere.
L'istituto venne approvato il 12 settembre 1748 da papa Benedetto XIV (solo oralmente) e ricevette il pontificio decreto di lode il 20 maggio 1825.
Il fondatore, beatificato il 22 gennaio 1888 da papa Leone XIII, fu proclamato santo da papa Pio XII il 20 luglio 1947.

## Attività e diffusione
I padri Monfortani si dedicano prevalentemente all'apostolato missionario, sia tra i credenti che tra i non credenti, "stabilendo in essi il regno di Gesù per mezzo di Maria".
Sono presenti in Europa (Austria, Belgio, Croazia, Danimarca, Francia, Germania, Islanda, Italia, Paesi Bassi, Portogallo, Spagna, Regno Unito), Africa (Kenya, Lesotho, Madagascar, Malawi, Mozambico, Repubblica Democratica del Congo, Uganda, Zambia), America (Argentina, Bahamas, Brasile, Canada, Colombia, Ecuador, Haiti, Nicaragua, Perù, Stati Uniti d'America), Asia (Filippine, India, Indonesia) e in Papua Nuova Guinea: la sede generalizia è a Roma, in viale dei Monfortani.
Al 31 dicembre 2011, l'istituto contava 854 membri, 634 dei quali sacerdoti.